# Bensving
Bensving er en øvelse i herrernes redskabsgymnastik. (Det hedder Idrætsgymnastik, men det skal rettes mange steder). Deltagerne skal udføre en række forskellige sving hen over hesten enten med samlede eller spredte ben.
Hesten som øvelsen udføres på er 115 cm høj, 160 cm lang og 35 cm bred. Hesten er udstyret med to håndtag som er 12 cm høje.
Øvelsen bedømmes efter en skala, hvor der tidligere maksimalt kunne gives 10 point.
Efter OL 2004 blev der i det nye reglement åbnet for en pointgivning, som bryder 10-point skalaen. 20 point er nu maksimumskarakteren.
- Wikimedia Commons har flere filer relateret til Bensving

| Sport | Spire Denne artikel om sport er en spire som bør udbygges. Du er velkommen til at hjælpe Wikipedia ved at udvide den. |